# Wim Grandia
Wim Grandia (Alphen aan den Rijn, 20 mei 1961) is een Nederlandse voorganger en voormalig medewerker van de Evangelische Omroep.
Grandia groeide op in een christelijk gezin en maakte op zijn zeventiende een keuze voor het christelijk geloof. In 1980 kwam hij bij de Evangelische Omroep te werken. Grandia was eindredacteur van de Ronduit-club, de jongerentak van de Evangelische Omroep; Ronduit Praise is een van zijn bedenksels. Grandia is zowel als aanbiddingsleider en als spreker hieraan verbonden geweest. Vanaf 1982 was hij ook betrokken bij de organisatie van de EO-Jongerendag. In die tijd was hij daar ook driemaal spreker.
In oktober 2006 kwam Grandia te werken als voorganger bij de Evangelische Gemeente Jozua in Dordrecht. Sinds juli 2014 was hij voorganger af en had sindsdien een eigen bureau waarmee hij kerken wilde ondersteunen en advisiseren. In januari 2017 begon Grandia als voorganger van de evangelische gemeente Berea De Maten in Apeldoorn.
Grandia is een spreker in kerken en op jeugdgroepen. Ook spreekt hij regelmatig op christelijke conferenties. In 2012 werd hij op het laatste moment voor de vierde keer gevraagd om op de EO-Jongerendag te spreken, nadat de geboekte spreker (Martin Brand) door een hartstilstand was getroffen. In 2023 verscheen het boek Zie, ik kom spoedig over het Bijbelboek Openbaring van Johannes.

## Persoonlijk
Samen met zijn vrouw Gees Grandia-de Heer kreeg hij vijf kinderen. Zijn vrouw overleed op 4 april 2009 aan kanker. In het voorjaar van 2011 trouwde Grandia met Sonja Splinter.